# حديقة الفجيرة للمغامرات
حديقة الفجيرة للمغامرات، وتعرف كذلك باسم مركز الفجيرة للمغامرات، هي وجهة سياحية في إمارة الفجيرة تضم العديد من الأنشطة والفعاليات المتعلقة بسياحة المغامرات.

## عن الحديقة
تم إنشاء المركز في عام 2017 بتوجيهات الشيخ محمد بن حمد الشرقي ولي العهد السابق لإمارة الفجيرة، بهدف تنظيم وتطوير سياحة المغامرات بالإمارة وتنويع خياراتها السياحية وتوفير كل احتياجات السائح أوالزائر. عمل المركز من بدايات تكوينه على تطوير مواقع المسارات الجبلية والمخيمات في أنحاء متعددة بالفجيرة، إلى جانب دعم مشروع إنشاء شركات تجارية تنشط في مجال سياحة المغامرات، إلى جانب إطلاق مركز تدريب للمغامرات يقدم ورش عمل ودورات تدريبية متخصصة في المجال من قبل مدربين عالميين متخصصين.

## الأهداف
من أهم أهداف مركز الفجيرة للمغامرات:
- نشر وتشجيع رياضة المغامرات الجبلية والبحرية وغيرها
- إحياء المسارات الجبلية القديمة في إمارة الفجيرة
- إحياء برك وعيون الماء القديمة وإقامة المخيمات الجبلية قربها
- خلق جيل واعي يتمتع بقدرات رياضية عالية
- العمل على اكتشاف المواهب الرياضية في مجال المغامرات وتأهيلها للمنافسة في البطولات المحلية والعالمية
- توطيد العلاقات الاجتماعية بين الأعضاء

## الأنشطة
توفر الحديقة 16 نشاطاً متنوعاً كأكبر حديقة مغامرات على مستوى الشرق الأوسط.حيث تتضمن أنشطة المغامرات، الحبل الانزلاقي، والسقوط الحر، والأرجوحة العملاقة، والكاياك، ومسارات الدراجات الجبلية، ومسارات للمسير الجبلي، ومضمار للقفز لمحترفي الدراجات الجبلية، إضافة إلى مواقع تدريب على مهارات الدراجات الجبلية تطابق أعلى المعايير الدولية، وتضم الحديقة قاعدة بيانات لعدد كبير من المنتسبين للحديقة من هواة ومحترفي الدراجات الهوائية الجبلية وتسلق الجبال،و تحوي منطقة مهارات للأطفال من عمر سنتين فما فوق، ومنطقة للعائلات،وتضم نظام مراقبة كاملاً لتوفير الأمن والسلامة.
وقد تم افتتاح الخط الانزلاقي بطول يقارب 1 كيلو متر ، والذي يعد الأول في منطقة الشرق الأوسط من حيث التقنيات المستخدمة ومعدات السلامة.كما افتتحت الأرجوحة الحديدية العملاقة حيث تعتبر الأطول في الشرق الأوسط بارتفاع 22 متراً
ويتم تدريب الأطفال في الحديقة وتزويدهم بقدرات رياضية عالية واحترافية في مجال المغامرات، إضافة إلى تقديم دورات تدريبية شهرية لتعليم المغامرين، إلى جانب توافر منطقة مخصصة لإيجار الدراجات ومعدات المغامرات وتدريب المغامرين من جميع الفئات العمرية.
كماتشمل الأنشطة المغامرات الصحراوية  مثل السفاريو التخييم والتزلج على الرمال و الألعاب البحرية، كالتعرف على الشعب المرجانية وركوب الأمواج وكذلك استكشاف الكهوف ومسارات سيارات الدفع الرباعي والطائرات الشراعية والمناطيد والمظلات.

## الفعاليات
ترعى الحديقة العديد من الفعاليات الخاصة بالمغامرات الجبلية، ففي عام 2021، نظم فريق زايد التطوعي للبحث والإنقاذ بطولة (اندورو) لسباق الدراجات الجبلية قي الحديقة، كما ستستضيف الحديقة لعام 2023 بطولة Open Bump Track، والتي يشارك فيها متسابقون من مختلف الجنسيات والأعمار، حيث تستقطب أكثر من 60 متسابقًا من دول مختلفة في سباقات ألوح التزلج.